# Piranguçu
Piranguçu är en kommun i Brasilien.   Den ligger i delstaten Minas Gerais, i den sydöstra delen av landet, 800 km söder om huvudstaden Brasília. Antalet invånare är 5 219.
I omgivningarna runt Piranguçu växer i huvudsak städsegrön lövskog. Runt Piranguçu är det ganska tätbefolkat, med 166 invånare per kvadratkilometer.